# Scaled Composites
Scaled Composites ist ein US-amerikanisches Unternehmen, das Flugzeugprototypen entwickelt. Die Firma hat ihren Sitz in Mojave, Kalifornien, am dortigen Mojave Air & Space Port. Sie ist Teil des Luftfahrt-, Raumfahrt- und Rüstungskonzerns Northrop Grumman.

## Geschichte
Gegründet wurde das Unternehmen im Jahr 1982 von Burt Rutan, einem bekannten Luft- und Raumfahrtingenieur. 1974 hatte er bereits die Firma Rutan Aircraft Factory gegründet. Seit 2007 befindet sich Scaled Composites im Besitz von Northrop Grumman.
Vizepräsident des Unternehmens war zeitweise Michael Melvill, der erste Pilot von SpaceShipOne. Steve Fossett, der sich mit vielen Rekordflügen einen Namen gemacht hat, war ebenfalls Miteigentümer der Firma. Burt Rutan verließ das Unternehmen am 31. März 2011, wird auf deren Website aber noch als Emeritus geführt.

## Produkte

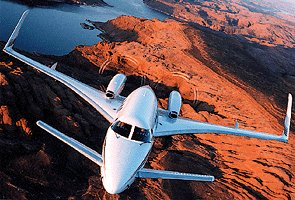
Beechcraft Starship, basierend auf dem Model 115

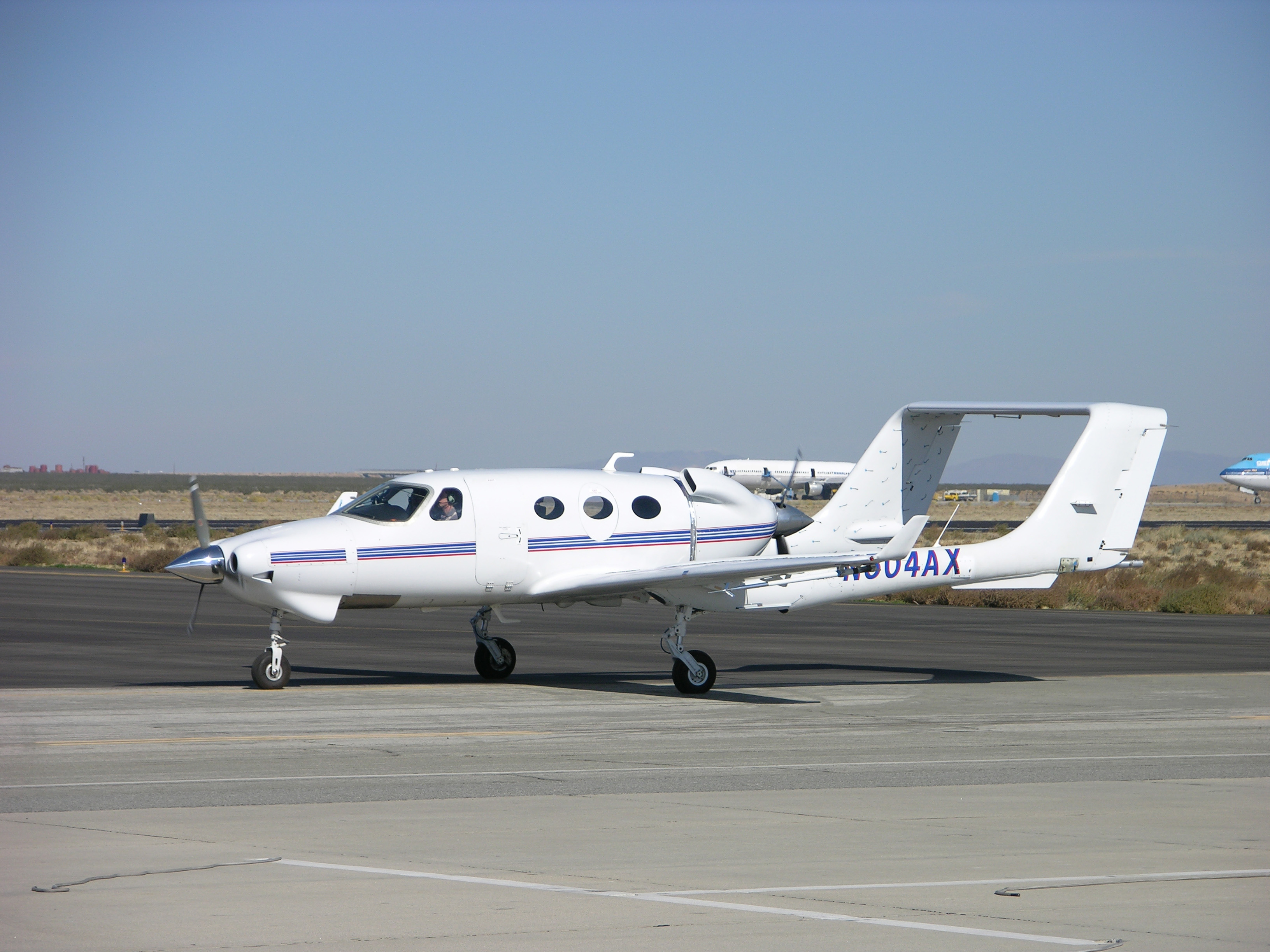
Model 309, Prototyp für Adam A500

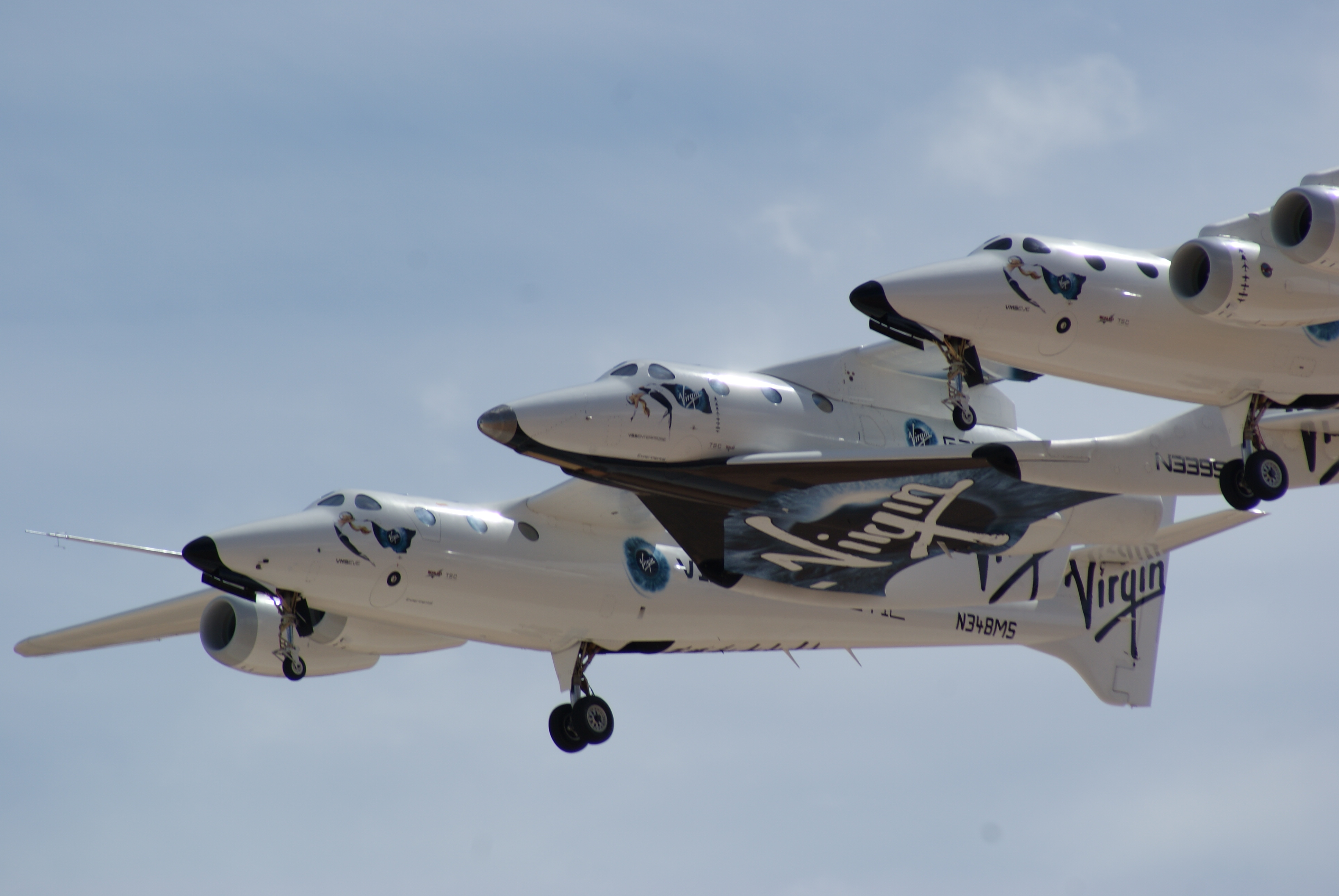
Das Folgeprojekt: White Knight Two zusammen mit SpaceShipTwo

- Model 115 Starship: maßstäblicher, auf 85 % verkleinerter Prototyp der Beechcraft Starship (1982)
- Model 97 Microlight (1983)
- Model 120 Predator: Landwirtschaftsflugzeug für Advanced Technology Aircraft Corp. (1984)
- Model 80 Grizzly (1986)
- Model 133 ATTT (1987)
- Model 144 CM-44, für California Microwave entwickeltes UAV, jetzt Northrop Grumman (1987)
- Model 81 Catbird, ein fünfsitziges Reiseflugzeug (1988)
- Model 143 Triumph, gebaut für Beechcraft (1988)
- IAI Searcher, Langflügelversion des Pioneer UAV (1988)
- Model TRA324 Scarab, entwickelt für Teledyne Ryan, jetzt Northrop Grumman (1988)
- Model 173 Loral TFV (1989)
- Model 179 Lockheed PLADS Rockbox (1989)
- Delta Clipper: Auftragsentwicklung für McDonnell Douglas für die Außenhaut und Steuerflächen
- Model 151 ARES (Agile Responsive Effective Support), der Prototyp eines kleinen, wendigen und billigen Kampfflugzeugs. Zu sehen in Die Asse der stählernen Adler als Messerschmitt Me 263 (1990)
- Model 158 Pond Racer: Auftragsentwicklung für Bob Pond (1990)
- Model 191 (1991)
- Earthwinds, Gondel für eine Ballonfahrt zur Erdumrundung (1991)
- Model 226 Raptor (1993)
- Bell Eagle Eye, Experimentalentwicklung für Bell Helicopter (1993)
- Model 233 Freewing, STOL RPV (1994)
- Space Industries Comet, Unbemannte Wiedereintrittskapsel (1995)
- Kistler Zero, Zwei-Stufen-Rakete (1995)
- Model 202 Boomerang: eine asymmetrische zweimotorige Propellermaschine, die auf sichere (symmetrische) Flugeigenschaften auch bei Ausfall eines Motors ausgelegt ist (1996)
- Model 247 Vantage, Auftragsentwicklung für VisionAire (1996)
- Model 271 V-Jet II, Auftragsentwicklung für Williams International, Vorläufer der Eclipse 500 (1997)
- Model 257 Motel 6 DLS, Gondel für einen Ballonfahrt zur Erdumrundung (1998)
- Model 276 NASA X-38 (1998)
- Model 281 Proteus, eine zweistrahlige Düsenmaschine, Vorläufer von White Knight (1998)
- Roton ATV (1999)
- Model 287 NASA ERAST
- Model 309 Adam M-309, Prototyp für Adam A500 (2000)
- Model 326 Northrop Grumman X-47A (2001)
- Model 302 Toyota TAA-1 (2002)
- Tier One (2003)
  - Model 316 SpaceShipOne, das erste private Fluggerät mit Raketenantrieb, welches die 100-Kilometer-Höhe überschritten, und damit den Weltraum erreicht hat.
  - Model 318 White Knight, zweimotoriges Flugzeug, welches SpaceShipOne zur Starthilfe auf 15 km Höhe trägt und dort ausklinkt
- Model 311 Virgin Atlantic GlobalFlyer, das erste Flugzeug mit Strahltriebwerk, mit dem ein einzelner Mensch (Steve Fossett) nonstop und ohne nachzutanken (vom 1. bis 3. März 2005) die Erde umrundet hat (2004)
- Tier 1b (2008, gemeinsam mit Virgin Galactic)
  - Model 339 SpaceShipTwo[5]
  - Model 348 White Knight Two[5]
- Scaled Composites Stratolaunch, Startplattform für Trägerraketen nach dem Stratolaunch-Verfahren
- Model 355 Firebird, Prototyp eines Spionageflugzeugs in Kooperation mit Northrop Grumman
- USAF Hunter-Killer-Projekt in Kooperation mit Northrop Grumman
  - Model 395, unbemannte Version des Models 281
  - Model 396, kleinere Version der RQ-4 Global Hawk
- Model 400, für das Mutterunternehmen Northrop Grumman entwickelter Prototyp eines einstrahligen Schulflugzeugs
- Model 401, Demonstrator für zukünftige Fertigungstechniken und Aerodynamik